# Jeremy
Jeremy – ballada rockowa grunge’owego zespołu Pearl Jam, wydana jako trzeci singel promujący ich debiutancki album Ten z 1991 roku. Zrzeszenie amerykańskich wydawców muzyki RIAA przyznało temu wydawnictwu status złotej płyty (ponad 500 000 sprzedanych egzemplarzy).

## Geneza utworu
Inspiracją dla powstania utworu „Jeremy” było wydarzenie ze stycznia 1991 r., gdy 15-latek z teksańskiego miasta Richardson – Jeremy Wade Delle – strzelił sobie w głowę na oczach klasy. Nie wiadomo dlaczego to zrobił.
Stone Gossard o „Jeremy”:

Za inspirację do „Jeremy” posłużyła historyjka opisana w pewnej teksańskiej gazecie, ale można też powiedzieć, że Eddie wykorzystał coś z własnych doświadczeń.

## Teledysk
Do piosenki „Jeremy” zespół nakręcił swój pierwszy fabularyzowany teledysk, który wyreżyserował Mark Pellington. Wideoklip ten był często emitowany w telewizji MTV, a w 1993 r. na MTV Video Music Awards otrzymał nagrody aż w czterech kategoriach: Best Video of the Year, Best Group Video, Best Metal/Hard Rock Video i Best Direction.

## Lista wydań i utworów
Płyta kompaktowa (Stany Zjednoczone, Australia, Austria, Brazylia, Niemcy)
Kaseta magnetofonowa (Australia, Indonezja)
1. „Jeremy” (Eddie Vedder, Jeff Ament) – 4:49
2. „Footsteps” (Gossard, Vedder) – 3:53

Nagranie z audycji Rockline (11 maja 1992)
1. „Yellow Ledbetter” (Ament, Mike McCready, Vedder) – 5:04

Płyta kompaktowa (Wielka Brytania)
1. „Jeremy” (single version) (Vedder, Ament) – 4:46
2. „Yellow Ledbetter” (Ament, McCready, Vedder) – 5:04
3. „Alive” (live) (Vedder, Gossard) – 4:55

Nagrane w obecnie zamkniętym klubie muzycznym RKCNDY (Seattle, 3 sierpnia 1991)
Płyta gramofonowa (Wlk. Brytania) i kaseta magnetofonowa (Wlk. Brytania)
1. „Jeremy” (wersja z singla) (Vedder, Ament) – 4:46
2. „Alive” (na żywo) (Vedder, Gossard) – 4:55

Nagrane w RKCNDY (Seattle, 3 sierpnia 1991)
Płyta gramofonowa (Holandia)
1. „Jeremy” (Vedder, Ament) – 4:49
2. „Footsteps” (Gossard, Vedder) – 3:53

Nagranie z audycji Rockline (11 maja 1992)
Płyta gramofonowa (USA)
1. „Jeremy” (wersja z singla) (Vedder, Ament) – 5:18
2. „Alive” (Vedder, Gossard) – 5:40

Płyta gramofonowa (Wielka Brytania)
1. „Jeremy” (Vedder, Ament) – 4:46
2. „Footsteps” (Gossard, Vedder) – 3:53

Nagranie z audycji Rockline (11 maja 1992)
1. „Alive” (na żywo) (Vedder, Gossard) – 4:55

Nagrane w RKCNDY (Seattle, 3 sierpnia 1991)

## Pozycje na listach przebojów
| Rok  | Kraj              | Nazwa listy przebojów            | Liczba tygodni na liście | Najwyższe miejsce |
| ---- | ----------------- | -------------------------------- | ------------------------ | ----------------- |
| 1992 | Stany Zjednoczone | Billboard Modern Rock Tracks     | 11                       | 5                 |
| 1992 | Stany Zjednoczone | Billboard Mainstream Rock Tracks | 20                       | 5                 |
| 1992 | Wielka Brytania   | UK Top 40                        | 4                        | 15                |
| 1992 | Irlandia          | Irish Singles Chart              | 6                        | 10                |
| 1995 | Stany Zjednoczone | Billboard Hot 100                | 58                       | 79                |